# Javastraat (Amsterdam)

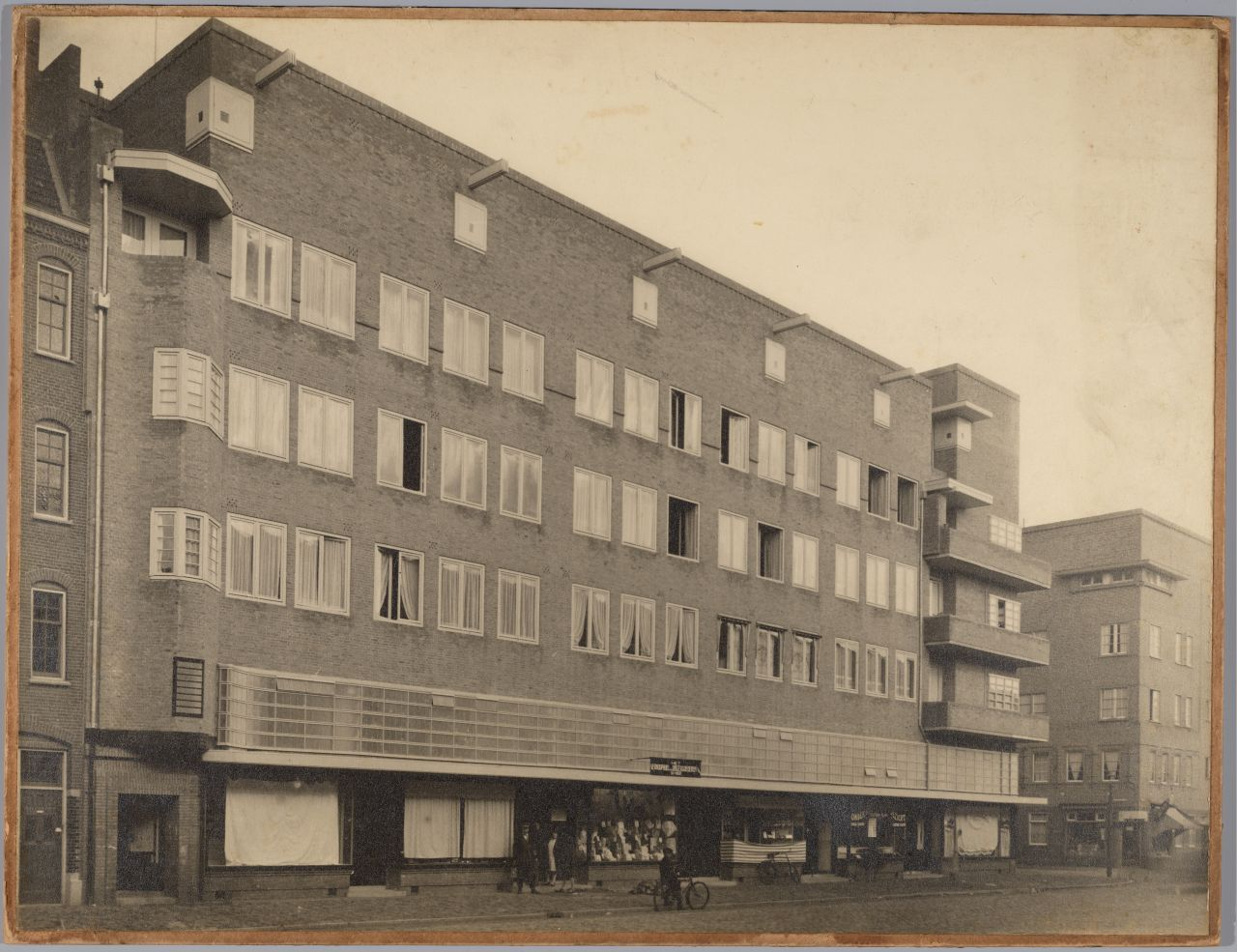
Woonhuizen Javastraat, Amsterdam; 1926. Architect: Dick Greiner.

De Javastraat is een straat in Amsterdam-Oost.
De Javastraat kreeg zijn naam in 1900 en werd vernoemd naar het eiland Java, een der grote Soenda-eilanden. De straat is het verlengde van de Eerste van Swindenstraat en loopt vanaf de Celebesstraat tot aan het Javaplantsoen. Het vormt een hoofdstraat in de Indische Buurt en is daar de belangrijkste winkelstraat.
In 1940 verscheen er een trambaan komend van de Soembawastraat tot aan de Molukkenstraat, deel van de keerlus van lijn 11. Deze werd in 1955 buiten dienst gesteld.
Op huisnummer 116-120 staat het Wijkcentrum Eltheto.

## Afbeeldingen

Javastraat met in de verte het treinviaduct en de Dapperbuurt (2023)
Winkels in de Javastraat (2023)